# Raveniola niedermeyeri
Raveniola niedermeyeri là một loài nhện trong họ Nemesiidae.
Raveniola niedermeyeri được miêu tả năm 1972 bởi Brignoli.